# Pramollo
Pramollo (piemontesisch Pramòl, okzitanisch Pramol) ist eine italienische Gemeinde in der Metropolitanstadt Turin (TO), Region Piemont.

## Lage und Einwohner
Pramollo liegt rund 50 km südwestlich von Turin im Vallone del Risagliardo, einem Seitental des Val Chisone. Das Gemeindegebiet umfasst eine Fläche von 22,48 km² und hat 222 Einwohner (Stand 31. Dezember 2023). Pramollo hat kein Hauptwohngebiet, sondern besteht aus einer Reihe von Dörfern (Pellenchi, Case nuove di Pomeano, Sapiat, Bouchart, Ruâ, Buas, Ribet, Clot, Feugiorno, Lussie, Ferrieri, Sangle und Crosasso), die auf beiden Seiten des Baches Risagliardo verstreut sind. Das Rathaus befindet sich in Lussie.
Die Nachbargemeinden sind Perrero, Pomaretto, Inverso Pinasca, San Germano Chisone und Angrogna.

## Geschichte

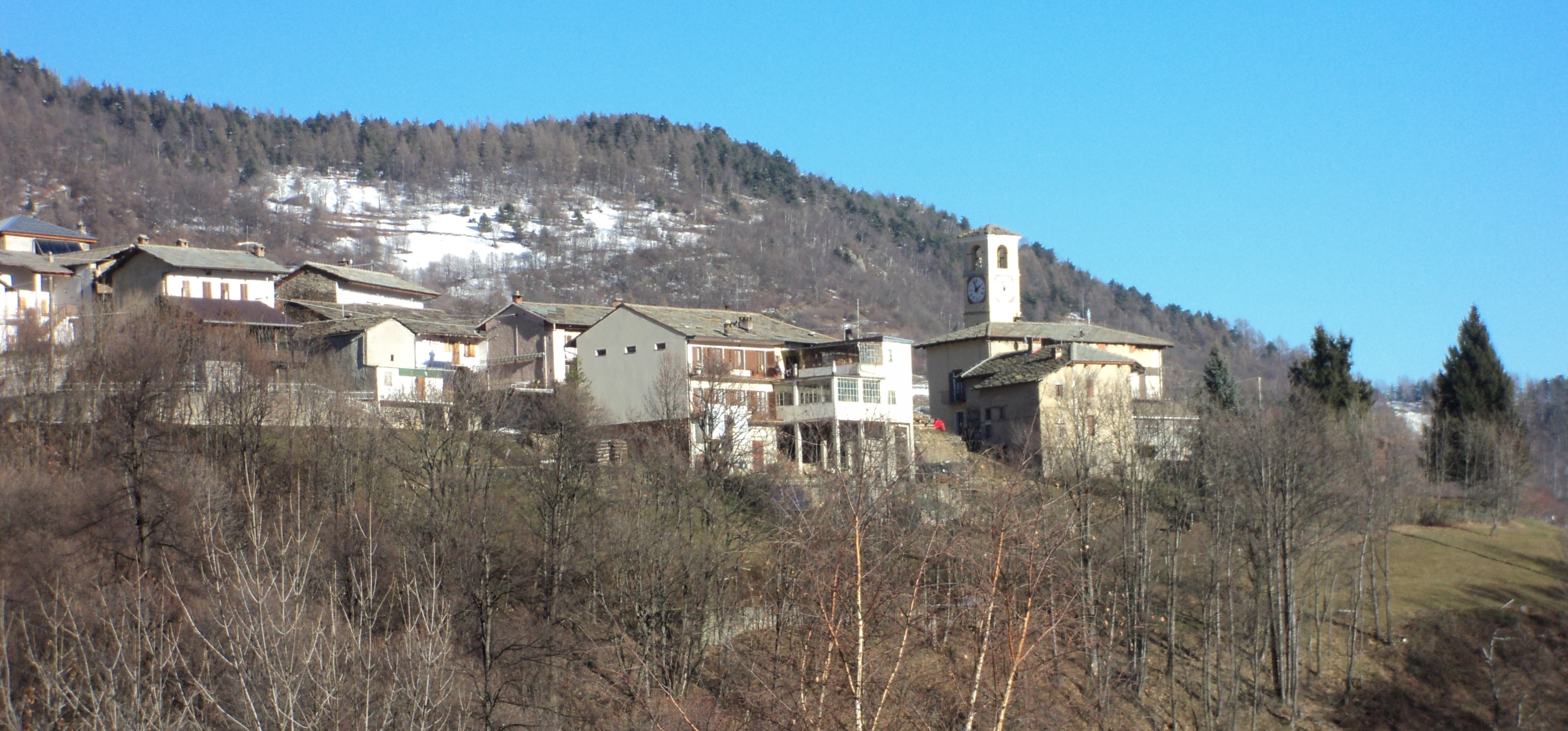
Panorama der Fraktion Ruâ

Pramollo interessierte sich für die Ereignisse der Waldensergemeinschaft in den vergangenen Jahrhunderten. Im Jahr 1573 kam es zur Massenkonvertierung des Landes zur reformierten Religion. Die Gemeinde wurde 1927 aufgelöst und mit dem Gebiet von San Germano Chisone zusammengelegt. Es wurde 1954 neu gegründet.